# Grinder's Switch Featuring Garland Jeffreys
| Recensione       | Giudizio |
| ---------------- | -------- |
| AllMusic         | [ 1 ]    |
| Robert Christgau | B        |

Grinder's Switch Featuring Garland Jeffreys è un album discografico a nome di Grinder's Switch, pubblicato dalla casa discografica Vanguard Records nel 1970.

## Tracce
Lato A
Testi e musiche di Garland Jeffreys.
1. Sister Divine – 4:45
2. Father, the Son and the Holy Ghost – 3:56
3. Won't Ya Come Back Home – 2:26
4. Dear Jolly Jack – 3:41
5. And Don't Be Late – 2:42

Lato B
Testi e musiche di Garland Jeffreys.
1. An Imaginary Invalid – 4:05
2. Last Night I Drove Down to the Bar (Women and Wine) – 2:09
3. Evening – 1:52
4. They Call Me Fortune and Fame – 2:17
5. Seven Sleepers' Den – 7:40

## Formazione
- Garland Jeffreys - voce solista, chitarra acustica
- Ernest Corallo - chitarre elettriche, chitarra acustica, mandolino, chitarra stell, voce
- Stan Szelest - pianoforte, organo, armonica, voce
- Bob Piazza - basso
- Richard Davis - basso
- Sanford Konikoff - batteria

Note aggiuntive
- Lewis Merenstein - produttore (per la Inherit Productions)
- Registrazioni effettuate presso Mastertone Studios di New York
- Neil Schwartz - ingegnere delle registrazioni
- L M - ingegnere del remixaggio
- Jules Halfant - art direction
- Joel Brodsky - fotografie
- Frank Baker - ispirazione[3]